# San Sebastián (Michoacán)
San Sebastián es una localidad del estado mexicano de Michoacán. Es parte del municipio de Los Reyes.

## Toponimia
El nombre «San Sebastián» hace referencia al santo patrono de la localidad: Sebastián de Milán.

## Demografía
| Gráfica de evolución demográfica |
|                                  |

| Censo | Población |
| ----- | --------- |
| 1900  | 269       |
| 1910  | 346       |
| 1921  | 154       |
| 1930  | 64        |
| 1940  | 286       |
| 1950  | 428       |
| 1960  | 954       |
| 1970  | 1428      |
| 1980  | 1309      |
| 1990  | 1611      |
| 2000  | 1661      |
| 2010  | 2177      |
| 2020  | 3727      |